# 위키트리뷴
위키트리뷴(영어: Wikitribune)은 온라인 뉴스 웹사이트이다. 전문 기자와 자원봉사자들이 함께 모여 기사의 팩트체크를 함께 하는 것을 목표로 한다. 위키트리뷴은 2017년 4월 위키백과의 공동 설립자인 지미 웨일스가 설립하였으며, 기존의 위키백과와 위키백과를 운영하는 위키미디어 재단과는 독립적인 영리 사이트로 운영된다. 현재 위키트리뷴은 일부 독자들과 언론 매체를 통해 대상으로 공개된 상태이다.

## 사업 모델
위키트리뷴은 영리 사이트로 자발적 기부자들에 의해 운영될 예정이다. 기부를 많이 받을 수록 많은 기자들을 고용하여 더 많은 기사를 생산해내는 것이다. 2017년 4월 25일부터 크라우드펀딩이 시작되었으며, 기부자들은 한 달에 일정 금액을 원하는 대로 기부할 수 있지만 기사 그 자체는 누구나 무료로 열람할 수 있다. 웨일스는 기부자들이 관심있어 하는 주제에 대해 집중적으로 다룰 예정이라고 말하였다.
위키트리뷴의 기자들은 인터뷰 전문이나 해당 사실이 기록되어 있는 자료를 제공하는 등 해당 기사의 출처를 제공해야만 한다. 덧붙여서 독자들은 기사 내용을 수정하고 덧붙일 수 있으나, 변경된 사항은 관계자나 신뢰할 수 있는 기여자들에 의해 검증을 받은 뒤에 올라갈 예정이다.

## 인물
릴리 콜, 제프 자비스, 가이 가와사키, 로런스 레시그 등이 위키트리뷴의 자문역으로 참여하였다. 위키트리뷴에 처음으로 고용된 기자는 홀리 브록웰이다.

## 같이 보기
- 위키뉴스